# Onesimoides chelatus
Onesimoides chelatus is een vlokreeftensoort uit de familie van de Lysianassidae. De wetenschappelijke naam van de soort is voor het eerst geldig gepubliceerd in 1933 door Pirlot.